# テレビ朝日松江支局
テレビ朝日松江支局（テレビあさひまつえしきょく）は、島根県松江市にあるテレビ朝日の支局。主に島根県東部・隠岐地域を対象にニュースの取材業務などを行っている。

## 概要
もともとテレビ朝日米子支局（山陰地方の統括支局）から分離・独立したため、現在でも米子支局傘下の支局に位置づけられている。また、島根県松江市の島根県庁に記者を派遣している。
あくまでも取材拠点であり、当然ながらテレビ朝日系列の放送を送信する施設等は一切ない。それゆえ、放送業務は行っていない。

## 事業所所在地
テレビ朝日松江支局
- 〒690-0007 島根県松江市御手船場町549番地1 損保ジャパン松江ビル4F

## 沿革
- もともとは、テレビ朝日米子通信部で、当時、通信部長だった後藤俊夫が記者として、1人で鳥取県や島根県東部・隠岐をカバーし、自宅を使用していた（島根県西部は当初から広島ホームテレビが担当していた）。
- 1989年10月1日 ANNの業務拡大に伴い、米子通信部がテレビ朝日米子支局に昇格。同時に社屋を日本生命米子ビルに移転。記者（地元出身者を中心に採用）も増員した。併せて鳥取県東部・中部地域がテレビ朝日鳥取支局として独立。なお、鳥取支局長は米子支局長が兼務する形をとっている。また、全国朝日放送株式会社（当時）は米子・鳥取の両支局を運営する子会社「有限会社エーサットサンイン」を設立した。
- 2000年10月6日 鳥取県西部地震発生。テレビ朝日米子支局だけでは人数が不足するため、テレビ朝日・朝日放送・瀬戸内海放送・広島ホームテレビに応援を要請し、必要な人数を確保。
- 2003年10月1日 全国朝日放送株式会社が有限会社エーサットサンインを吸収合併し、株式会社テレビ朝日に商号変更。
- その後、後藤俊夫支局長兼記者の定年退職に伴い、後藤龍彦記者が後任の支局長となる。
- 2005年 島根県東部・隠岐地域がテレビ朝日松江支局として独立。社屋は損保ジャパン松江ビルを使用している。また、松江支局長は米子支局長が兼務する形をとっている。

## 報道取材区域
- 島根県
  - 松江市
  - 出雲市
  - 安来市
  - 雲南市
  - 仁多郡
    - 奥出雲町

  - 飯石郡
    - 飯南町

  - 隠岐郡
    - 海士町 - 西ノ島町 - 知夫村 - 隠岐の島町

島根県西部（益田市・鹿足郡を除く大田市以西）は広島ホームテレビ、益田市・鹿足郡は山口朝日放送がそれぞれ担当している（ただし、いずれも拠点はない）。